# Magadan
Magadan (Russisch: Магадан) is een stad in de gelijknamige Russische oblast Magadan in het Russische Verre Oosten en vormt het bestuurlijk centrum van deze oblast. Magadan is de grootste haven in het noordoosten van Rusland en ligt aan de noordkant van de Zee van Ochotsk aan de Nagajevabaai op 5911 kilometer ten oosten van Moskou en 1600 kilometer van Chabarovsk.
De stad is berucht vanwege haar Goelagverleden. Tussen de laatste twee volkstellingen in 1989 en 2002 daalde de bevolking van 151.600 naar 99.399, oftewel met 34,4%. De stad is verbonden met Jakoetsk via de 'bottenweg'. Verder liggen er wegen naar de plaatsen Ola en Talon en heeft Magadan een scheepvaartverbinding met Vladivostok. De stad heeft ook haar eigen luchthaven.

## Voorgeschiedenis
De plaats waar nu Magadan ligt werd voor de stichting van de stad niet bewoond. De eerste kozakken in het gebied, zoals Semjon Dezjnjov, kenden het als een plek van zoet water. De plek had verder ook geen waarde, daar deze afgelegen lag en een extreem koud klimaat kent. Bij de lokale volkeren was het bestaan van goudlagen bij de Kolymarivier bekend, maar zij spraken er niet over met de Russen die naar het gebied kwamen, daar hun sjamanistische priesters hen dit verboden met de boodschap dat goud "de wortel van alle kwaad" was. Pas in 1910 ontdekte een ontsnapte Tataarse veroordeelde genaamd Boriska bij toeval een van de rijke goudvalleien. Het nieuws verspreidde zich echter maar langzaam en de daaropvolgende gebeurtenissen – de Eerste Wereldoorlog, de daaropvolgende revoluties en de Russische Burgeroorlog – zorgden ervoor dat uiteindelijk pas in 1925 het nieuws de leiders in Moskou bereikte. In het kader van de Nieuwe Economische Politiek, waarbij men de 'gouden standaard' wilde instellen, waarbij ten minste voor 25% van de roebels moest goud aanwezig zijn in de centrale bank en omdat het land een schreeuwend gebrek had aan goud door de zware economische tijden van daarvoor, werden tegen de communistische ideologie in zelfs privébedrijven aangemoedigd om te onderzoeken waar het goud precies lag.
Al snel volgde, door het succes van deze onderzoekers, de communistische regering zelf. In 1928 werd de Letse communist Karl Luks met 35 helpers naar het gebied gestuurd om een 'cultuurcentrum' op te zetten, wat in werkelijkheid een bevoorradingsbasis moest worden, aan de Nagajevabaai. Hiervoor moest eerst in 1929 een haven worden aangelegd. De communisten hadden zich echter verkeken op de extreme weersomstandigheden; tot driemaal toe sloegen zware stormen de constructies de zee in. In 1932 pleegde Luks om onbekende redenen zelfmoord en was het project mislukt. In 1928 trok ook een geologische expeditie onder leiding van Joeri Bilibin naar de Kolyma en bevestigde dat de goudvoorraden de grootste waren van de hele Sovjet-Unie. De Sovjetleiders stuurden een aantal geologen en functionarissen naar de Verenigde Staten om daar erachter te komen hoe het goud op technologisch hoogwaardige wijze kon worden gedolven, daar men zelf deze kennis niet bezat. Afgezien van enkele mijnbezoeken en een aantal bereid gevonden Amerikaanse ingenieurs werd er echter weinig resultaat behaald, hetgeen de verdere toekomst van de goudmijnbouw bepaalde; men ging over op mijnbouw door middel van slavenarbeid.
| Datum                                                                  | Aantal  | Datum | Aantal  |
| ---------------------------------------------------------------------- | ------- | ----- | ------- |
| 1932                                                                   | 011.100 | 1944  | 084.716 |
| 1934                                                                   | 029.659 | 1945  | 093.542 |
| 1935                                                                   | 036.313 | 1946  | 073.060 |
| 1936                                                                   | 048.740 | 1947  | 093.322 |
| 1937                                                                   | 070.414 | 1948  | 106.893 |
| 1938                                                                   | 090.741 | 1949  | 108.685 |
| 1939                                                                   | 138.170 | 1950  | 153.317 |
| 1940                                                                   | 190.309 | 1951  | 182.958 |
| 1941                                                                   | 187.976 | 1952  | 199.726 |
| 1942                                                                   | 177.775 | 1953  | 175.078 |
| 1943                                                                   | 107.775 |       |         |
| Cijfers op 1 januari van de betreffende jaren (van 1932 uit december). |         |       |         |

### Ontstaan van Dalstroj en Magadan
Magadan zelf ontstond begin de jaren 30. De naam komt van het Eveense woord voor "zandduinen". De stad en omstreken stonden oorspronkelijk onder het bestuur van de Raad van Arbeid en Verdediging en later van de NKVD, die hier de beruchtste kampen van de Goelag beheerde; de Dalstroj (Дальстрой). Exacte gegevens ontbreken, maar in de loop van de jaren werkten hier miljoenen mensen in de tin- en goudmijnen en kwamen velen om. Degenen die terugkeerden waren vaak gehandicapt door de extreme leef- en werkomstandigheden. Vooral extreme bevriezingsverschijnselen kwamen veelvuldig voor. Bij de Goelagdwangarbeiders stond Kolyma in het dagelijks taalgebruik gelijk aan de dood.

## Ontwikkeling
De ontwikkeling van de stad begon met het besluit op 13 november 1931 tot de exploitatie en verdere ontwikkeling van de goudmijnen in de regio Soesoeman. Daartoe werd met dwangarbeiders een weg aangelegd vanuit Magadan naar de goudwingebieden en verder naar het havenplaatsje (selo) Ambartsjik aan de oostzijde van de Ambartsjikbaai van de monding van de Kolyma aan de Noordelijke IJszee met een lengte van 1034 kilometer. En naar de stad Jakoetsk (de Kolyma of 'bottenweg') met een lengte van 1400 kilometer.

### Berzin-periode
Op 4 februari 1932 kwam Eduard Berzin, de eerste bestuurder van Dalstroj met de eerste 10 gevangenen naar het gebied. Op 1 april werd begonnen met de bouw van het kampcomplex Sevvostlag, een tentenkamp voor dwangarbeiders, die de 500 km lange weg naar de goudvelden van Soesoeman moesten bouwen. In oktober 1932 werd het gebied rond Magadan reeds afgescheiden als een autonome regio van andere deelgebieden in het Sovjet Verre Oosten. Het kwam volledig onder het gezag van de geheime dienst.

##### Dwangarbeiders
Voor het vervoer van de gevangenen, die met de Trans-Siberische spoorlijn naar het oosten werden vervoerd, werd een speciale vloot ingericht in de haven van Vladivostok, die de gevangenen verder via de Japanse Zee en de Zee van Ochotsk naar Magadan vervoerde. Deze voormalige goederenschepen werden zo ingericht dat ze zo veel mogelijk dwangarbeiders per keer konden vervoeren. Tijdens de gebruikelijke reis van 6 tot 11 dagen werden de gevangenen liggend vervoerd en kregen volstrekt ontoereikende voorraden eten en drinken en waren beperkt in het gebruik van sanitair (2 50 litervaten, die regelmatig overliepen) en kregen nauwelijks voldoende lucht om te ademen. Vaak stierf dan ook al een gedeelte tijdens de overtocht. Daarbij kwamen dan nog de onvoorziene omstandigheden.
De winter van 1932-33 was extreem koud en was een ramp voor de Goelagbewoners. Sommige kampen werden volledig afgesloten door de sneeuw en soms bleek, nadat men de weg weer had opengegraven na een lange periode, dat alle kampbewoners, inclusief de bewakers doodgevroren waren. Patrouilles die soms duizenden gevangenen tegelijk naar de mijnen moesten brengen, raakten verdwaald, waarna alle leden stierven. Naar schatting overleed 75% van de 11.100 gevangenen die waren geregistreerd in december 1932 door de extreme kou.
Hierop besloot Berzin tot de 'standaardisatie van de arbeidsproductie van de kampgevangenen' om op die manier de extreem hoge sterfte te beperken. Hij vroeg hiervoor speciale toestemming van Stalin, die hij kreeg omdat deze het goud hard nodig had. Hierdoor werd het harde kampregime enigszins verlicht om de aandacht meer op de productiviteit gericht te kunnen krijgen. In januari 1934 werd een nieuwe lading criminele en politieke gevangenen per schip aangevoerd, waarmee hun aantal steeg tot 30.000. In het jaar daarop veroordeelde Berzin de mishandeling van gevangenen, willekeurige uitbreiding van hun straftijd en andere zaken, met als doel de productie te verhogen. In dat jaar waren er 165 huizen en gebouwen in Magadan, exclusief de strafkampen. Het jaar daarop, in 1936, was het gebied van Dalstroj uitgebreid tot 700.000 km². In 1937 bedroeg de goudproductie reeds 51.500 ton tegen 14.500 in 1935. Het aantal gevangen steeg tegelijkertijd naar 70.000.
In maart 1937 kwamen er rapporten over een hongerstaking en een "samenzwering" door de gevangenen, die door Berzin werd bestraft met de veroordeling en executie van 200 vermeende "trotskisten. Dit werd door Stalin echter als onvoldoende gezien en tijdens een plenaire zitting van de CPSU veroordeelde zijn rechterhand NKVD-chef Nikolaj Jezjov, waarschijnlijk met instemming van Stalin, het in zijn ogen te liberale beleid en de inschikkelijkheid naar de gevangenen toe van alle Goelagkampbestuurders. Dit betekende in het kader van de Grote Zuivering het einde van Berzins bestuur. Hij werd in december samen met zijn ondergeschikten teruggeroepen naar Moskou en vervolgens gearresteerd op beschuldiging van "spionage" en geëxecuteerd in augustus 1938. Hiermee eindigde de 'liberale tijd' van de Dalstroj en begon een nieuwe afschrikwekkende periode.

### Pavlovperiode (1937–1942) en de Tweede Wereldoorlog
Berzin werd opgevolgd door aparatsjik Karp Pavlov, die een streng regime liet instellen. Zo streng, dat zelfs de communistische krant uit de regio, de Sovjetskaja Kolyma, hem beschuldigde van totalitair gedrag en de nieuwe NKVD-kampcommandant Garanin van de Sevvoslag van massale executies van de kampbewoners. Deze beschuldigingen werden echter door Stalin van de hand gedaan als "ongefundeerd" en "demagogisch". De periode van Pavlov liep van 1937 tot 1942 en was het ergst in de eerste twee jaren. Hij werd uiteindelijk vervangen door Ivan Nikisjov, die in 1949 weer werd vervangen door Petrenko.

#### Sevvoslag
Op 4 maart 1938 nam de Raad van Volkscommissarissen een besluit aan tot het overhevelen van het bestuur van de kampen van de Raad van Arbeid en Verdediging naar de NKVD. Hiervoor werd een nieuwe organisatie opgericht binnen de Dalstroj die het strafsysteem van de noordoostelijke regio moest uitvoeren en besturen, genaamd OeSVITL (УСВИТЛ), het Bestuur van de Correctieve Noordoostelijke Werkkampen (Управление Северо-Восточных исправительно-трудовых лагерей), ook wel aangeduid onder de eerder genoemde complexnaam Sevvoslag. De leider van de OeSVITL stond direct onder de directeur van de Dalstroj en werd zeer vaak vervangen.
De directeuren probeerden elkaar te overtreffen in goudproductiecijfers, wat tot uiting kwam in steeds zwaardere omstandigheden voor de gevangenen. De eerste en meest sadistische directeur was Garanin zelf en werd door de gevangenen zelf aangeduid als "Garaninsjtsjina"; de tijd van de sadistische terreur van Garanin. Hierna volgden onder andere Visjnevetsjki, Gakajev en Drabkin, die geen van allen een verbetering brachten in de omstandigheden waaronder de gevangenen moesten leven en werken. De OeSVITL was onderverdeeld in 4 regionale eenheden, oetsjastoks ('secties') genaamd, die weer waren onderverdeeld in kleinere eenheden, die elk een aantal mijnen en verschillende werkkampen overzag.
In de winter van 1938–1939 overleden volgens niet bevestigde schattingen ongeveer 40.000 mensen. Door de toestroom van grote hoeveelheden nieuwkomers steeg het aantal echter toch; van 90.700 op 1 januari 1938 naar 138.200 op 1 januari 1939. In dat jaar kreeg Magadan ook de status van stad. In 1939 en 1940 kwamen er naar schatting 7.600 tot 10.000 Poolse krijgsgevangenen naar de kampen, die naar de kampen in het verre westen, die berucht waren vanwege de extreme ontberingen en de gevaarlijke werkomstandigheden.
Op 19 maart 1941 werd het werkgebied van de Dalstroj uitgebreid naar 2.266.000 km², ongeveer 10% van het grondgebied van de gehele Sovjet-Unie. Het aantal gevangenen was toen gestegen naar 190.000. Ook waren er ongeveer 3.700 ingenieurs, geologische onderzoekers en technici op contractbasis werkzaam voor de Dalstroj. De oorlogsjaren zorgden ervoor dat toenemende aantallen gevangenen werden ingezet voor werk aan het front, de transportverbindingen verslechterden en er ontstond een gebrek aan werkkrachten. Om dit te compenseren werden de werktijden verlengd naar 12 uur per dag (in de zomer 14 uur) en werd de minimale werktemperatuur verlaagd naar -55 °C, waardoor het sterfteratio onder de gevangenen sterk steeg. Toen men echter de waarde van de gevangenen als werkkrachten begon in te zien vanwege hun slinkende aantal vanwege de oorlog, werden de omstandigheden na 1942 verlicht, waardoor het sterfteratio weer daalde. In oktober 1945 werd een speciaal kamp ingericht voor Japanse krijgsgevangenen in Magadan, van wie bij de sluiting in september 1949 nog ongeveer 3.500 in leven waren. Door de beëindiging van de oorlog in dat jaar en de toestroom van krijgsgevangenen uit Japan, Duitsland, Roemenië en Polen, werden de gevangenenaantallen weer aangevuld.

## Bezienswaardigheden
In Magadan staat op een heuvel het 17 meter hoge monument Masker van Droefheid (Маска Скорби), gemaakt door de Russische kunstenaar Ernst Neizvestney, ter nagedachtenis aan de slachtoffers van de Goelag. In 2011 kwam de enorme Drie-eenheidskathedraal gereed, eveneens een monument voor de slachtoffers van Stalins repressie.

## Partnersteden
- Anchorage (Verenigde Staten), sinds 1991
- Tonghua (Volksrepubliek China), sinds 1992
- Jelgava (Letland), sinds 2006

## Geboren
- Pavel Vinogradov (1953), ruimtevaarder
- Jelena Välbe (1968), langlaufster
- Sasha Luss (1992), model en actrice